# ماهیچه بازویی
ماهیچه بازویی یا براکیالیس (انگلیسی: Brachialis muscle) یکی از ماهیچه‌های بازو است. ماهیچه‌های بازو در دو گروه قرار می‌گیرند. گروه اول شامل ماهیچه دوسر بازو و ماهیچه بازویی پیشین (قدامی) است و موجب خم شدن ساعد روی بازو می‌شوند. گروه دوم شامل ماهیچه سه‌سر بازو و ماهیچه سه‌گوش آرنجی است و باعث باز شدن مفصل آرنج می‌شوند.
در جلو یا قدام بازو سه ماهیچه قرار دارند که عبارتند از ماهیچه دوسر، ماهیچه بازویی و ماهیچه غُرابی‌بازویی (کوراکوبراکیالیس).
ماهیچه بازویی در سطح عمقی بازو در زیر عضله دوسر بازو و در واقع در بین ماهیچه دوسر و استخوان بازو قرار دارد. این ماهیچه به سطح جلویی استخوان بازو سپس به طرف پایین آمده و در زیر مفصل آرنج به قسمت بالایی و جلویی استخوان زند زیرین (اولنا) درست در محل زائده منقاری (کورونوئید) متصل می‌شود. عصب آن از عصب ماهیچه‌ای پوستی می‌باشد و انقباض آن موجب خم شدن مفصل آرنج می‌شود.

## نگارخانه

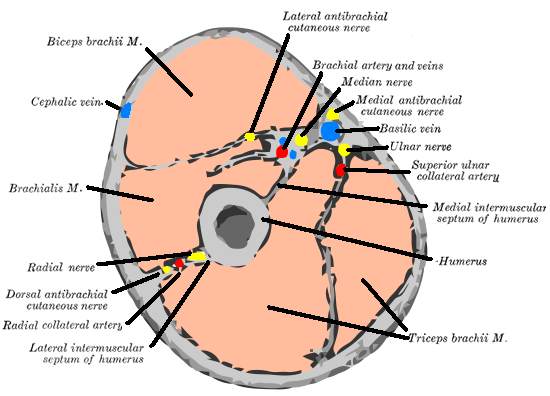
دید بالایی-پایینی through the middle of upper arm. (Brachialis labeled at center left.)
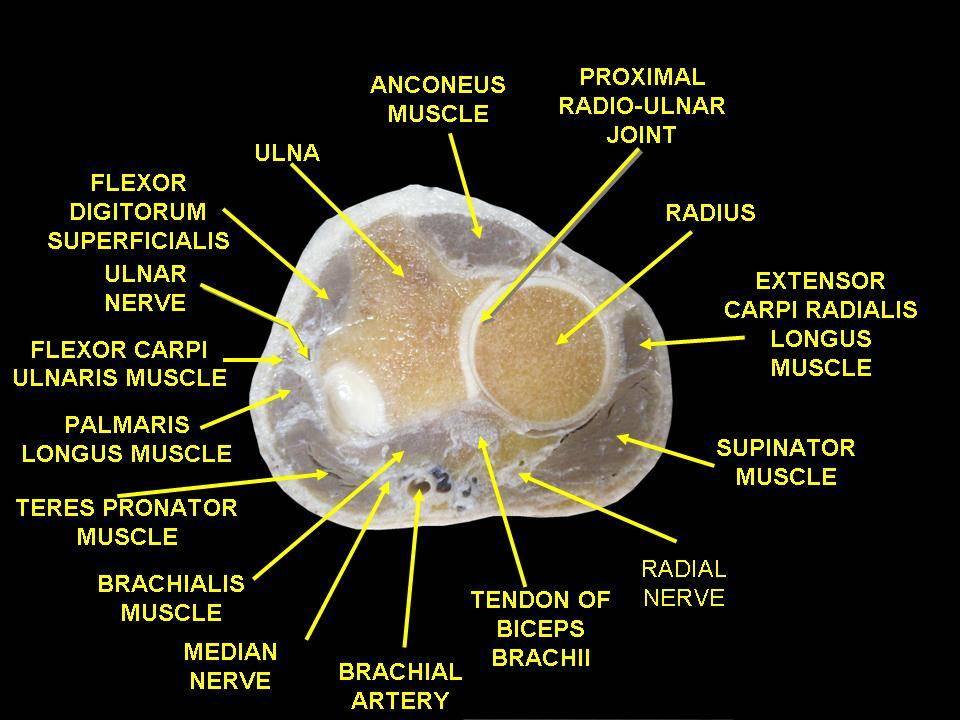
Muscles of lower limb, including insertion of brachialis tendon. Cross section. (Brachialis labeled at bottom left.)
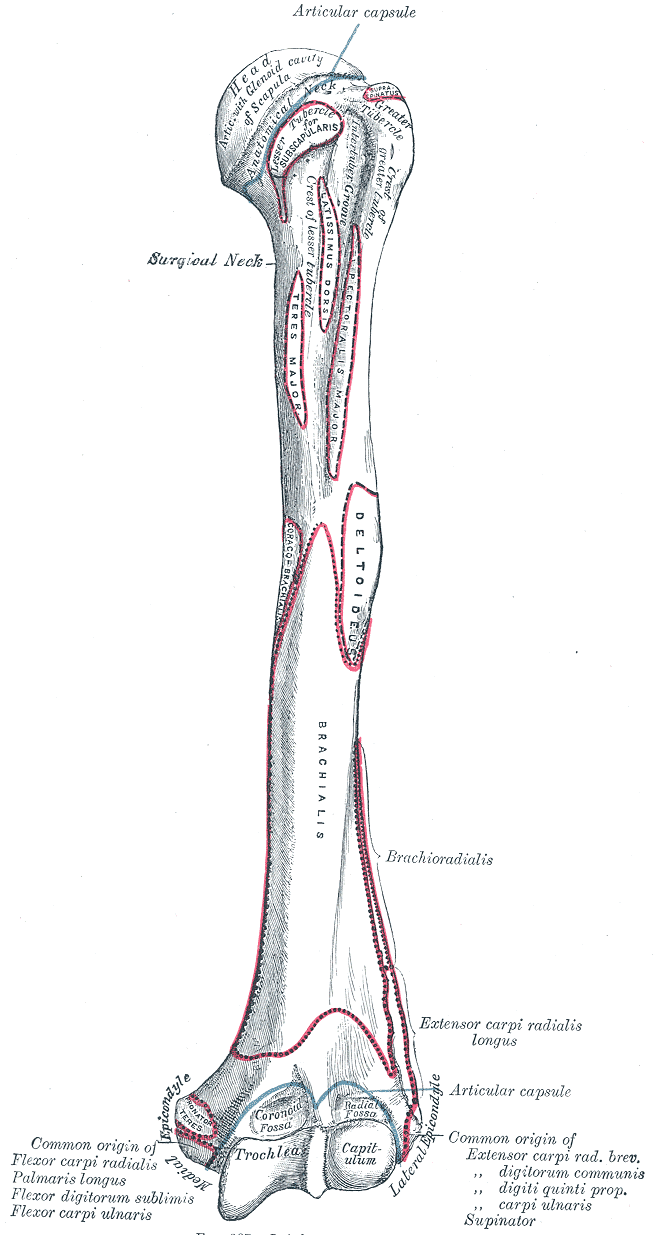
Left humerus. Anterior view.
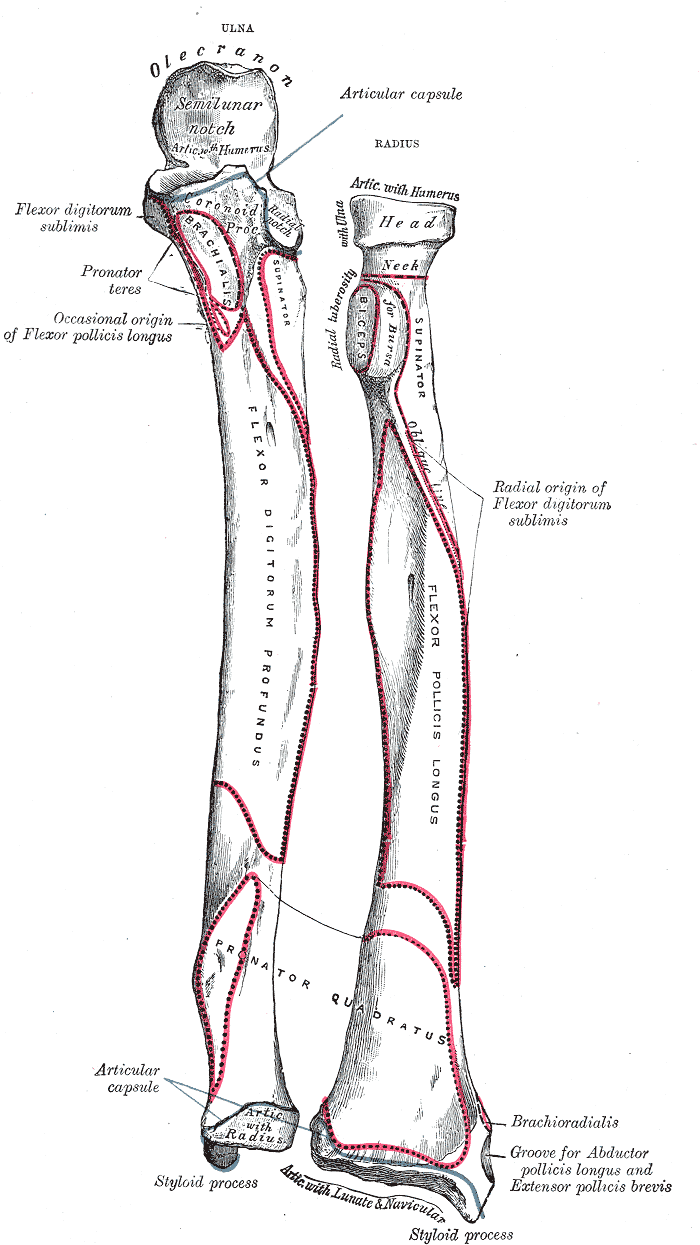
Bones of left forearm. Anterior aspect.
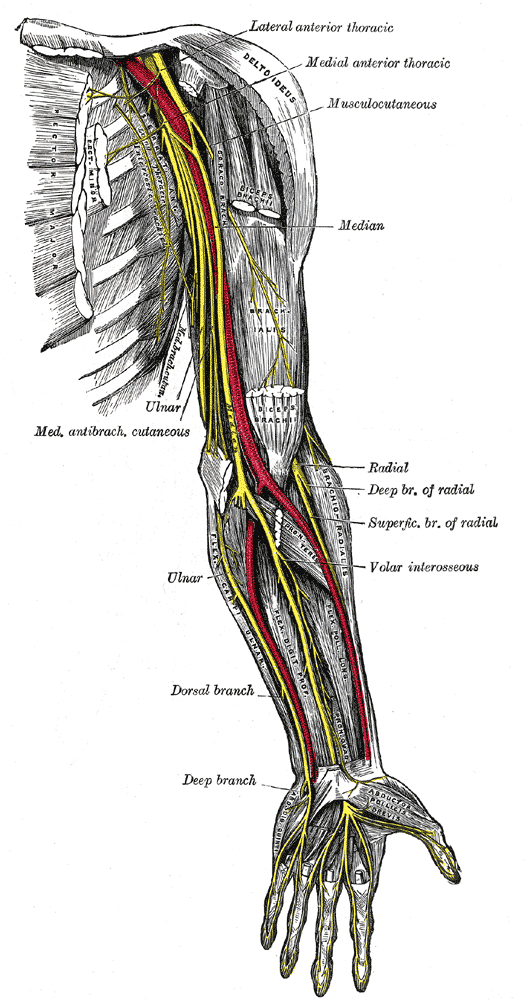
Nerves of the left upper extremity.
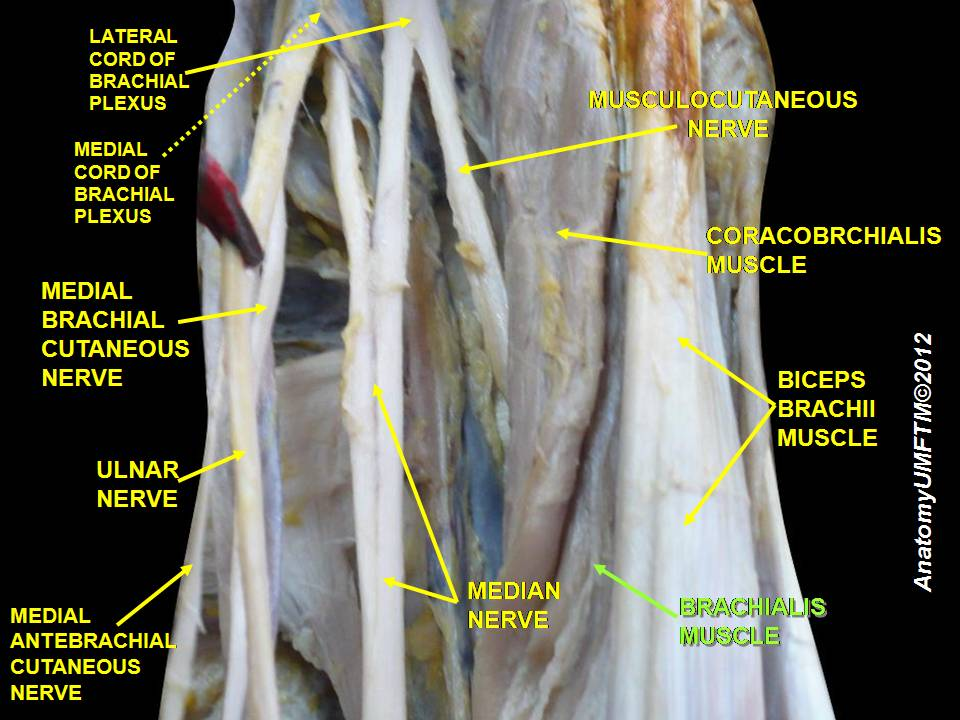
Brachialis muscle (labeled in green text)